# Union internationale du notariat
 (août 2018).
 (juillet 2017).
Si vous disposez d'ouvrages ou d'articles de référence ou si vous connaissez des sites web de qualité traitant du thème abordé ici, merci de compléter l'article en donnant les références utiles à sa vérifiabilité et en les liant à la section « Notes et références ».
L'Union internationale du notariat (anciennement nommée Union internationale du notariat latin et ayant conservé son sigle UINL) est une organisation non gouvernementale. Elle a pour objectif de «promouvoir, coordonner et développer la fonction et l'activité notariales dans le monde».

## Histoire et composition
Composée de 19 pays lors de sa fondation en 1948, l'institution compte aujourd'hui 91 notariats membres. 
Dirigée par un conseil de direction de 28 conseillers, son organe de décision est l’Assemblée des Notariats membres où chaque pays dispose d'une voix. Un Conseil Général de 176 membres et des commissions continentales et intercontinentales constituent des forces de proposition et agissent aux plans scientifiques (formation, recherche), stratégiques (organisation, développement), économiques (réseaux, activités) et sociaux (droits humains, protection sociale).

## Commissions et groupes de travail
Les Commissions traitent de sujets notariaux dans une perspective technique et juridique, en organisant des journées d'étude et des séminaires à un niveau continental ou intercontinental.
Commissions continentales : commission des affaires africaines, commission des affaires américaines, commission des affaires asiatiques et commission des affaires européennes.
Commissions intercontinentales : Commission coopération notariale Internationale, Commission consultative, Commission Thèmes et Congrès, Commission Sécurité Sociale notariale, commission déontologie notariale, commission des droits humains.
Les groupes de travail participent à la réalisation du plan d'action de l'Union, notamment dans les domaines de la collaboration avec les organisations internationales, l'égalité des genres, la lutte contre le blanchiment d'argent, le numérique et l'authenticité, le dialogue entre les systèmes juridiques. 